# Космічна археологія
Космічна археологія — наукове дослідження різних антропогенних об'єктів, завдяки яким можна дізнатися, який досвід отримала людина в космосі, і зберегти їх як культурну спадщину.
Предметами дослідження виступають стартові комплекси на Землі, орбітальне сміття, супутники, а також об'єкти та структури на інших небесних тілах, зокрема на Марсі. Космічна археологія також вивчає сферу застосування об'єкта культурної спадщини, оцінює значимість космічних майданчиків та об'єктів з погляду національних і міжнародних законів про охорону об'єктів культурної спадщини. Управління об'єктами культурної спадщини включає розгляд таких питань: що саме є артефактами новітньої історії, яким чином і чому їх слід зберегти для майбутніх поколінь.

## Культурна спадщина
Космічний туризм міг вплинути на археологічні артефакти, наприклад, на Місяці. Набуває поширення думка, що об'єкти культурної спадщини перебувають під загрозою, і необхідні активні дії, щоб запобігти їхньому пошкодженню або руйнуванню. Можливо, артефакти (наприклад, застарілі космічні станції) можна було б зберегти на «музейній орбіті». Багато з подібних артефактів втрачено, бо їх не визнали і не оцінили. Фахівці заявляють, що спадкоємність і зв'язок з минулим є невід'ємними елементами виживання в сучасному світі. Запропоновано модель міжнародного співробітництва, розроблену на основі договору про Антарктику. Можливі наслідки співпраці викликають інтерес і в антропологів.
Новим напрямком у цій сфері стала розробка технології, за допомогою якої можна розпізнати ознаки життя або технологій на інших планетах, або сліди перебування прибульців на Землі. Одним з аспектів цієї роботи є використання супутників для розпізнавання структур археологічного значення.

## Супутники
Супутники будуть виступати ключовими елементами в дослідженні довготривалої взаємодії людини і космосу та впливу, який ми здійснюємо через об'єкти, створені руками людини. За минулі роки на орбіту запустили:
- Венгард 1, запущений 1958 року, найстаріший супутник на орбіті. 1964 року зв'язок з апаратом втрачено, але супутник виконував кілька різних функцій, зокрема отримував результати геодезичних вимірювань і контролював станом і функціонування компонентів комплексу[19].

- Астерікс-1[en], призначався, найперше, для випробування ракети-носія Діамант-А; перший французький супутник. Період передачі Астерікса-1 виявився дуже коротким і склав 2 дні, але супутник залишається на орбіті і, очікується, що він пробуде там ще не одне століття[20].

- Скайнет 1А[en], запущений над Індійським океаном 1969 року, забезпечував зв'язок для збройних сил Близького Сходу. Скайнет 1А більше не діє, але приблизний термін його служби становить понад 1 мільйон років[21].

- Космос 2222[en], запущений у 1992 році, призначався для визначення місць запусків балістичних ракет. Термін його служби становив 4 роки, але апарат і верхній ступінь ракети досі перебувають на орбіті[21].

## Правові питання
Коли міжнародно-правові структури розглядають ці майданчики як об'єкти культурної спадщини, виникають деякі складнощі і непорозуміння. Як наслідок, у найближчому майбутньому вони можуть зазнати впливу різних космічних польотів. Гаррісон Шмітт і Ніл Армстронг, астронавти, які в рамках програми Аполлон висаджувалися на Місяць, у загальних рисах описали юридичне становище. Регулювальним законом про Місяць та інші небесні тіла є Договір про космос, який вступив у силу 1967 року, розроблений на основі директивних матеріалів про дослідження Антарктики. Іншим джерелом ідей стало Морське право. Договір про космос містить положення, що космічні об'єкти залишаються під юрисдикцією вихідної держави, цивільне і кримінальне право держави управляють приватними особами, як на Місяці, так і під час заходів, які тягнуть за собою подібну діяльність. Приватні особи зобов'язані інформувати громадськість про суть і результати своєї діяльності.
1979 року багато держав, які мають свою космічну програму, підписали, але при цьому не ратифікували Угоду про діяльність держав на Місяці та інших небесних тілах. Шмітт і Армстронг впевнені, що відмова багатьох країн ратифікувати договір пов'язана із незгодою з формулюванням Місяць і його природні ресурси є спільною спадщиною людства, що практично виключає приватну підприємницьку діяльність, а також із запереченнями проти формулювання про руйнування сучасного стану навколишнього середовища.

## Передумови та історія
1999 року під час семінару молодих фахівців у державному університеті Нью-Мексико Ральф Гібсон задав питання: «Чи застосовний федеральний закон про збереження культурної спадщини до Місяця?». Результатом цього питання стали дисертація Гібсона «Місячна археологія: застосування федерального закону про збереження історичної спадщини до місця, де людина вперше ступила на поверхню Місяця», грант від Космічної стипендіальної комісії Нью-Мексико і створення проекту «Місячна спадщина»..
2006 року доктор О'Лірі спільно з Кетрін Слік, відповідальною за збереження історичної спадщини в штаті Нью-Мексико, і Музеєм космічної історії в Нью-Мексико, оголосили Базу Спокою Аполлона-11 археологічною пам'яткою на Місяці. Деякі юридичні аспекти цієї роботи вже відомі.
Місячний орбітальний зонд, місія якого не зводилася тільки до археологічних досліджень, зробив знімки всіх посадкових майданчиків Аполлона, а також виявив розташування першого Лунохода-1, втраченого ще 1971 року (примітка: згідно зі знімками, всі американські прапори, залишені на Місяці під час місії Аполлон, як і раніше перебувають на своїх місцях, за винятком прапора, залишеного під час місії Аполлон-11, знесеного під час зльоту корабля з поверхні Місяця і повернення командного модуля на місячну орбіту; рівень збереження і пошкодження прапорів невідомий).
Ґрунтуючись на ідеях британського астронома-аматора Ніка Гоуса, було скликано команду експертів, щоб спробувати визначити точне розташування місячного модуля, відомого під назвою «Снупі», з місії Аполлон-10, запущеного під час місії, який, за припущеннями, наразі перебуває на геліоцентричній орбіті.